# 中性岩

化学組成による火山岩の分類

中性岩（ちゅうせいがん、英: intermediate rock）とは、SiO2含有量（重量%）が52-66 %の岩石。この「中性」という語は、化学で用いられるのとは意味が異なる。
苦鉄質鉱物（マフィック鉱物）と珪長質鉱物（フェルシック鉱物）の量比から定義された中間質岩とほぼ同じ意味で用いられることも多いが、定義が異なる。

## 主な中性岩

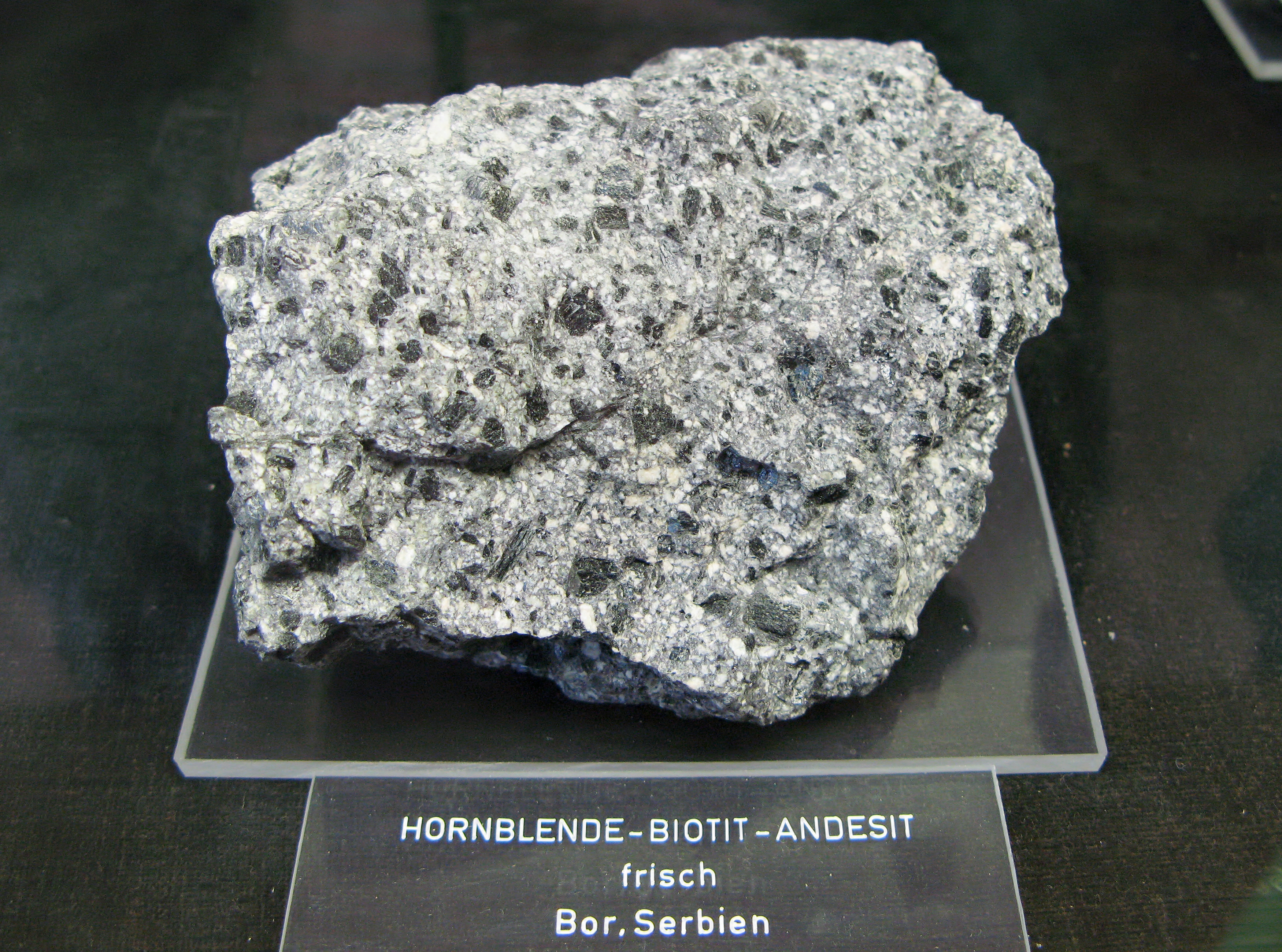
安山岩
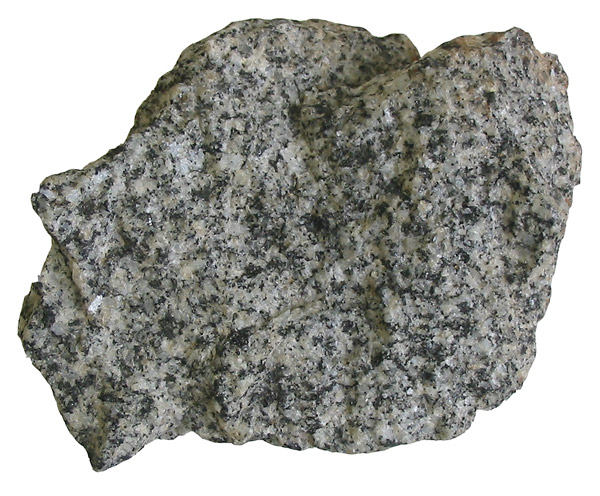
閃緑岩